# Macrocarsia gothica
Macrocarsia gothica là một loài bướm đêm trong họ Noctuidae.